# Антон Гакль
Антон Гакль (нім. Anton Hackl; 25 березня 1915, Регенсбург — 10 липня 1984, Регенсбург) — німецький льотчик-ас винищувальної авіації, майор люфтваффе. Кавалер Лицарського хреста Залізного хреста з Дубовим листям та Мечами (1944).

## Біографія
В 1934 році вступив в люфтваффе. Закінчив авіаційне училище і 1 квітня 1938 року зарахований в 333-ю винищувальну ескадру. 1 травня 1940 року переведений в 5-у ескадрилью 77-ї винищувальної ескадри. Перший бойовий виліт здійснив в 1939 році у Франції. Перші 2 перемоги здобув 15 червня 1940 року над Ставангером, збивши 2 британські «Хадсони». З 29 липня 1941 року — командир своєї ескадрильї. Учасник Німецько-радянської війни, воював в Україні. До 29 грудня 1941 року на його рахунку були 27 перемог, а 19 квітня 1942 року протягом 2 бойових вильотів знищив 5 радянських літаків. 21 і 23 червня протягом одного дня збив по 6 літаків, а протягом липня 1942 року в районі Воронежа збив 37 літаків. 3 серпня 1942 року здобув 100-у перемогу. Потім брав участь у боях у Північній Африці, де 4 лютого 1943 року був тяжко поранений. З вересня 1943 року командував 3-ю групою 11-ї винищувальної ескадри. 15 квітня 1944 року знову поранений. Після одужання 9 жовтня 1944 року призначений командиром 2-ї групи 26-ї винищувальної ескадри, яка діяла на Західному фронті. До кінця 1944 року збив 172 літаки. З 30 грудня 1944 року — командир 300-ї, з 20 лютого 1945 року — 11-ї винищувальної ескадри. В 1945 році здобув ще 17 перемог.
Всього за час бойових дій здійснив понад 1000 бойових вильотів і збив 192 літаки, з них 131 радянський і 34 чотиримоторні бомбардувальники В-17 та В-24.
Військова кар'єра
- 1933 — солдат
- 1936 — унтерофіцер
- 1938 — фельдфебель
- 1939 — оберфельдфебель
- 1940 — лейтенант
- 1940 — оберлейтенант
- 1942 — гауптман
- 1 травня 1944 — майор